# Malmin ampumarata
Der Malmin ampumarata (deutsch Schießstand Malmi) war ein Schießstand in der finnischen Hauptstadt Helsinki im Stadtteil Malmi.
Der Schießstand wurde für die Sportschießen-Weltmeisterschaften 1937 errichtet. Zudem wurden auf dem Schießstand auch die Schießwettkämpfe der Olympischen Sommerspiele 1952 (mit Ausnahme des Trap-Wettkampfs) ausgetragen. Dabei gab es eine Sitzplatztribüne mit 500 Plätzen sowie 1500 weitere Stehplätze. Während des Zweiten Weltkriegs wurden auf dem Schießplatz Martta Koskinen und Olavi Heiman 1943 hingerichtet.
Zudem diente der Schießplatz als Militärgelände, jedoch wurde das Schießen mit der Errichtung des Wohngebiets Kontula eingestellt. 1993 wurde der Schießstand komplett geschlossen. Inzwischen gibt es kaum noch Überreste der Anlage.